# مصر في الألعاب الأولمبية الصيفية 1948
شاركت مصر في دورة الألعاب الأولمبية الصيفية التي أقيمت بالعاصمة الإنجليزية لندن بخمسة وثمانين لاعبًا ـ جميعهم من الرجال ـ في 35 مسابقة لاثنتي عشرة رياضة، فازت فيها بخمس ميداليات منوعة (ذهبيتين وفضيتين وبرونزية)، وهي ثاني دورة أولمبية يحقق فيها الرياضيون المصريون خمس ميداليات بعد دورة الألعاب الأولمبية الصيفية 1936 التي أقيمت في برلين.

## حائزو الميداليات

### الميداليات الذهبية
- إبراهيم شمس — رفع الأثقال، وزن الخفيف
- محمود فياض - رفع الأثقال، وزن الريشة

### الميداليات الفضية
- عطية حمودة — رفع الأثقال، وزن الخفيف
- محمود حسن — المصارعة الرومانية، وزن الديك

### الميداليات البرونزية
- إبراهيم عرابي — المصارعة الرومانية، وزن الخفيف